# Glenea violaceomicans
Glenea violaceomicans là một loài bọ cánh cứng trong họ Cerambycidae.